# Wahlen zum Repräsentantenhaus der Vereinigten Staaten 1936
Bei den Wahlen zum Repräsentantenhaus der Vereinigten Staaten 1936 wurden am 3. November 1936 die Abgeordneten des Repräsentantenhauses gewählt. Im Bundesstaat Maine fanden die Wahlen bereits am 14. September statt. Die Wahlen waren Teil der allgemeinen Wahlen zum 75. Kongress der Vereinigten Staaten in jenem Jahr, bei denen auch ein Drittel der US-Senatoren gewählt wurden. Gleichzeitig fand auch die Präsidentschaftswahl des Jahres 1936 statt, die der Demokratische Amtsinhaber Franklin D. Roosevelt gewann.
Zum Zeitpunkt der Wahlen bestanden die Vereinigten Staaten aus 48 Bundesstaaten. Die Zahl der zu wählenden Abgeordneten war 435. Die Sitzverteilung basierte auf der Volkszählung von 1930.
Bei der Wahl bauten die Demokraten ihre Zweidrittelmehrheit um weitere 12 Mandate aus und kamen nun auf 334 Mandate, was nun eine Dreiviertelmehrheit darstellte. Die Republikaner verloren 15 Sitze und stellten fortan nur noch 88 Kongressabgeordnete. Außer den beiden großen Parteien waren wieder die nur in den Staaten Wisconsin bzw. Minnesota kandidierenden Progressive Party (8 Sitze) und die Farmer Labor Party (5) im Repräsentantenhaus vertreten. Zum vierten Mal in Folge seit 1930 konnten die Demokraten Zugewinne verbuchen. Die Zahl von 334 Abgeordneten für eine Partei im Repräsentantenhaus wurde bis heute (2024) nicht wieder erreicht. Damit stellt das Demokratische Wahlergebnis für das Repräsentantenhaus einen bis heute geltenden Rekord dar. Der Demokratische Wahlsieg war, wie schon 1934, vor allem ein Votum für die New Deal Politik der Bundesregierung unter Präsident Franklin Roosevelt. Die Wähler hatten deutlich mehr Vertrauen in diese Politik, die damals auch schon zur spürbaren wirtschaftlichen Erholung führte, als in das Republikanische Wahlprogramm. Nach wie vor machte man die Republikanische Bundesregierung unter dem damaligen Präsidenten Herbert Hoover für die 1929 begonnene große Depression verantwortlich.
Vor allem in den Südstaaten war das Wahlrecht durch Gesetze eingeschränkt, die das Wahlrecht an ein bestimmtes Steueraufkommen knüpften. Dadurch wurden ärmere Weiße, vor allem aber viele Afro-Amerikaner vom Wahlrecht ausgeschlossen. Diese Einschränkungen galten bis zur Verabschiedung des 24. Zusatzartikel zur Verfassung der Vereinigten Staaten im Jahr 1964.

## Wahlergebnis
- Demokratische Partei: 334 (322) Sitze
- Republikanische Partei: 88 (103) Sitze
- Farmer Labor Party: 5 (3) Sitze
- Wisconsin Progressive Party: 8 (7)

Gesamt: 435 (435)
In Klammern sind die Ergebnisse der letzten Wahl zwei Jahre zuvor. Veränderungen im Verlauf der Legislaturperiode, die nicht die Wahlen an sich betreffen, sind bei diesen Zahlen nicht berücksichtigt, werden aber im Artikel über den 75. Kongress im Abschnitt über die Mitglieder des Repräsentantenhauses bei den entsprechenden Namen der Abgeordneten vermerkt. Das Gleiche gilt für Wahlen in Staaten, die erst nach dem Beginn der Legislaturperiode der Union beitraten. Daher kommt es in den Quellen gelegentlich zu unterschiedlichen Angaben, da manchmal Veränderungen während der Legislaturperiode in die Zahlen eingearbeitet wurden und manchmal nicht.

## Weblink
- Party Divisions